# Charles des Jamonières
Charles des Jamonières, född 18 april 1902 i Le Cellier, död 16 augusti 1970 i Saint-Herblain, var en fransk sportskytt.
Han blev olympisk bronsmedaljör i pistol vid sommarspelen 1936 i Berlin.